# 山城台遗址
山城台遗址，位于中国甘肃省兰州市红古区，为一个省级文物保护单位，类型为古遗址。
山城台遗址的历史年代为新石器时代。